# Rachid Santaki
Œuvres principales
- Les Anges S'habillent En Caillera (éditions Points) et  Des Chiffres Et Des Litres (éditions Moisson Rouge)

Rachid Santaki (رشيد سانتاكي en arabe), né en 1973 à Saint-Ouen (Seine-Saint-Denis), est un journaliste, romancier et scénariste, entrepreneur français et organisateur de dictées géantes.

## Biographie
Rachid Santaki est né le 20 octobre 1973 à Saint-Ouen (Seine-Saint-Denis) d'un père marocain manutentionnaire et d'une mère française caissière.
Après cinq années à Marrakech, Rachid Santaki revient en France et découvre la Seine-Saint-Denis. En 1995, il arrête l'école après l'échec en Bac Pro Comptabilité, avec comme seul bagage un BEP.
En 2003, il lance le 5Styles, magazine gratuit sur les cultures urbaines.
En 2011, il fait une promotion atypique de son polar Des chiffres et des litres exclusivement dans les quartiers,. Le 10 décembre, Rachid reçoit le prix des trophées de la nuit dans la catégorie Réussite et accompagnement éducatif pour son roman Les anges s'habillent en caillera.
Après avoir été lecteur d’une dictée organisée par la ville de Clichy-sous-Bois en avril 2013, il imagine le concept d’une dictée itinérante dans toute la France, la dictée des cités, dans le but de démocratiser les grands textes de la littérature française. Il réalise ainsi des dictées dans toute la France qui mobilisent des foules de plus en plus importantes, celle de 2015 réunissant près de 1000 participants. Cette initiative lui vaut le surnom de « Pivot des banlieues ». Après avoir lu plus de 150 dictées entre 2013 et 2018, Rachid Santaki lance son label La Dictée géante en organisant la plus grande dictée du monde le 31 mars 2018 avec 1493 participants. C'est le record du monde en termes de participants, et l'une des dictées notoires avec la dictée de Mérimée, celle de Jules Leroux, la dictée du diable, et les dictées de Bernard Pivot.

## Œuvres
- La Petite Cité dans la prairie, Éd. Bords de l'eau, 2008
- Les anges s'habillent en caillera, Éd. Moisson rouge, 2011
- Des chiffres et des litres, Éd. Moisson Rouge, mars 2012
- Historietas, les yeux de Fatalitas, Éd. Edicool, nov 2012 (ouvrage collectif)
- Flic ou Caillera, Éd. du Masque, mars 2013
- Putain d'amour, Éd. Livre de poche, février 2014 (recueil de textes)
- Business dans la cité, Éd. du Seuil, collection Raconter La Vie, avril 2014
- Gueule de bois (nouvelle), Éd. Gallimard, mai 2014
- Triple XL (nouvelle), Éd. Folie d'encre, juin 2014
- La France de demain, Éd. Wildproject, mars 2015
- La Légende du 9-3, Éd. Ombres noires, Avril 2016
- Les Princes du bitume, Éd. Jigal, mai 2017
- Jusqu'au dernier souffle in Banlieues parisiennes Noir, chez Asphalte éditions, coll. « Asphalte Noir (Nouvelles noires) » (2019)  (ISBN 978-2-918767-86-2)
- Serez-vous le champion de la dictée géante ?, Éd. Larousse, mars 2020
- Laisse pas traîner ton fils, Éditions Filatures, octobre 2020
- Anissa, Éditions Filatures, 2023